# Agnata Butler
Pour les articles homonymes, voir Butler.
Agnata Frances Butler, née Ramsay le 28 janvier 1867 à Londres et morte le 27 mai 1931 à Harrow, est une érudite classique britannique. Elle fait partie de la première génération de femmes autorisées à passer les tripos classiques à l'université de Cambridge, et est la seule personne à être placée dans la première division de la première promotion à la fin de sa troisième année en 1887.

## Biographie

### Famille
Agnata Butler naît à Marylebone, Londres, fille de James Henry Ramsay, dixième baronnet de Bamff, et d'Elizabeth Mary Charlotte Scott-Kerr. Son père est historien amateur, son oncle George Gilbert Ramsay est professeur à l'université de Glasgow et son grand-père, George Ramsay est philosophe. Elle est la demi-sœur de la députée conservatrice, Katharine Stewart-Murray.

### Éducation
Elle est élevée dans le Perthshire, puis elle fréquente la St Leonards School à St Andrews. En 1884, elle poursuit ses études à Girton College. Pendant ses années d'études, elle pratique le tennis et le patinage, et est présidente de la société de débats.

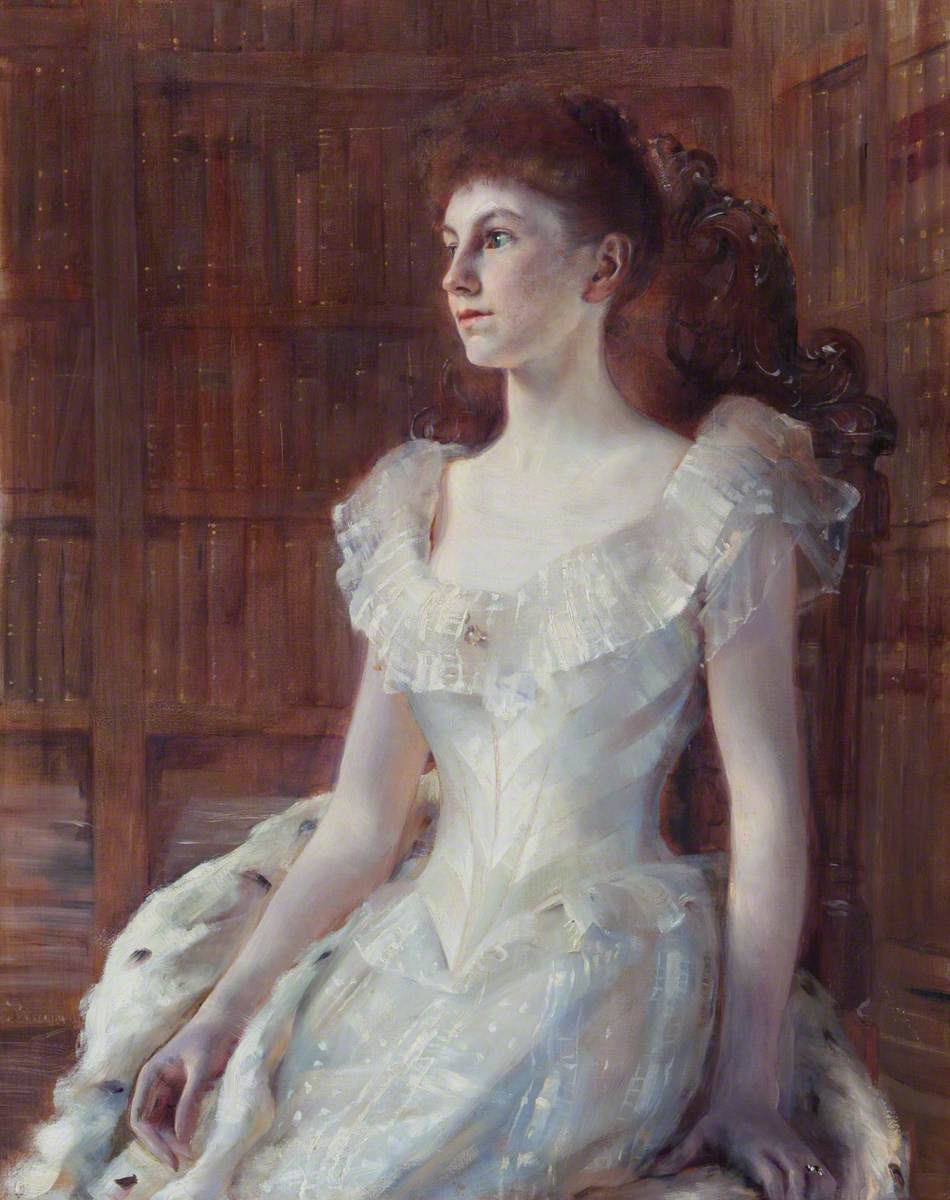
Portrait d'Agnata Butler par Ida Baumann (1891), Girton College.

Les étudiantes ont le droit de passer les examens universitaires depuis 1881, depuis les succès académiques de Charlotte Angas Scott, qui avait été classée ex-aequo avec le huitième wrangler, l'année précédente, en 1880. Agnata Butler fait partie de la première génération d'étudiantes autorisées à se présenter aux tripos classiques, et elle se classe, en 1887, en première place de la première classe des tripos, devançant tout autre étudiant de sa promotion. Un dessin humoristique de Punch représente Agnata Butler accompagnée dans une voiture de première classe dont elle est la seule voyageuse, et qui porte l'inscription « réservée aux femmes » et Honneur à Agnata Frances Ramsay, dans son numéro du 2 juillet 1887. D'autres étudiantes après elle se sont illustrées, notamment Philippa Fawcett, qui obtient des notes supérieures à celles du premier wrangler, ou encore Margaret Alford (en), en 1890. Ces réussites démontrent que les femmes ont un niveau qui leur permet de faire leurs études à Cambridge, en suivant les mêmes cours et en passant les mêmes examens que les étudiants.

### Mariage et fin de carrière
Le 9 août 1888, elle épouse le « master » (directeur)  de Trinity College, Henry Montagu Butler, dont elle a fait la connaissance au Cambridge Greek Play, lors d'une représentation d'Œdipe roi, en novembre 1887.
Agnata Butler donne naissance à son premier enfant alors qu'elle travaille sur son édition d'Hérodote, ce qui lui vaut une nouvelle fois un dessin satirique de Punch intitulé « Un berceau pour Hérodote ». Elle publie une version annotée du livre VII, Polymnie, des Histoires d'Hérodote, en grec, en 1891, pour la collection classique de Macmillan destinée aux collèges et aux lycées. Le couple Butler a trois fils, James Butler, professeur d'histoire moderne à l'université de Cambridge, Gordon Butler mort au combat en Égypte en 1916, et Nevile Butler, diplomate de carrière.
Le mariage d'Agnata Butler met de fait fin à sa carrière de chercheure. Elle exerce des fonctions de représentation en tant qu'épouse de Henry Montagu Butler, mais ne publie plus après son édition des Histoires d'Hérodote. Après la mort de son mari en 1918, elle reste à Cambridge, où elle participe aux activités de l'église de science chrétienne dont elle est membre-fondatrice. Elle meurt à Harrow, le 27 mai 1931.

## Postérité
Le prix Agnata Butler récompense les meilleurs étudiantes en lettres classiques de deuxième ou troisième année. Les lauréates sont notamment Caroline Skeel (1893-1894), Dorothy Tarrant (1907) et Barbara Wootton (1917).